# Nepmann
Als Nepmann (Plural russisch нэпманы – nepmany) wurden Geschäftemacher während der Neuen Ökonomischen Politik (russische Abkürzung NEP, 1921–1928) in der Sowjetunion bezeichnet. Da die staatlichen Betriebe den Güterbedarf nicht decken konnten, wurden private Händler toleriert. Viele von ihnen kamen durch den Handel mit knappen Waren zu Wohlstand. Am 11. Oktober 1931 endete die Zeit der Nepmänner mit dem vollständigen Verbot des privaten Handels durch Stalin.